# Osiedle Centrum D
Osiedle Centrum D (do roku 1958 Osiedle D-31) – zabytkowe osiedle w Krakowie, jedno z osiedli starszej części Nowej Huty, w dzielnicy XVIII, niestanowiące jednostki pomocniczej niższego rzędu w ramach dzielnicy.
Osiedle powstało w latach 1950–1956, blok nr 9 powstał w latach 70. XX wieku.
Znajduje się po zachodniej stronie Placu Centralnego, pomiędzy Aleją Generała Andersa (osiedlem Centrum C) na północy, Aleją Jana Pawła II na południu oraz ul. Spacerową (osiedlem Handlowym) na zachodzie.

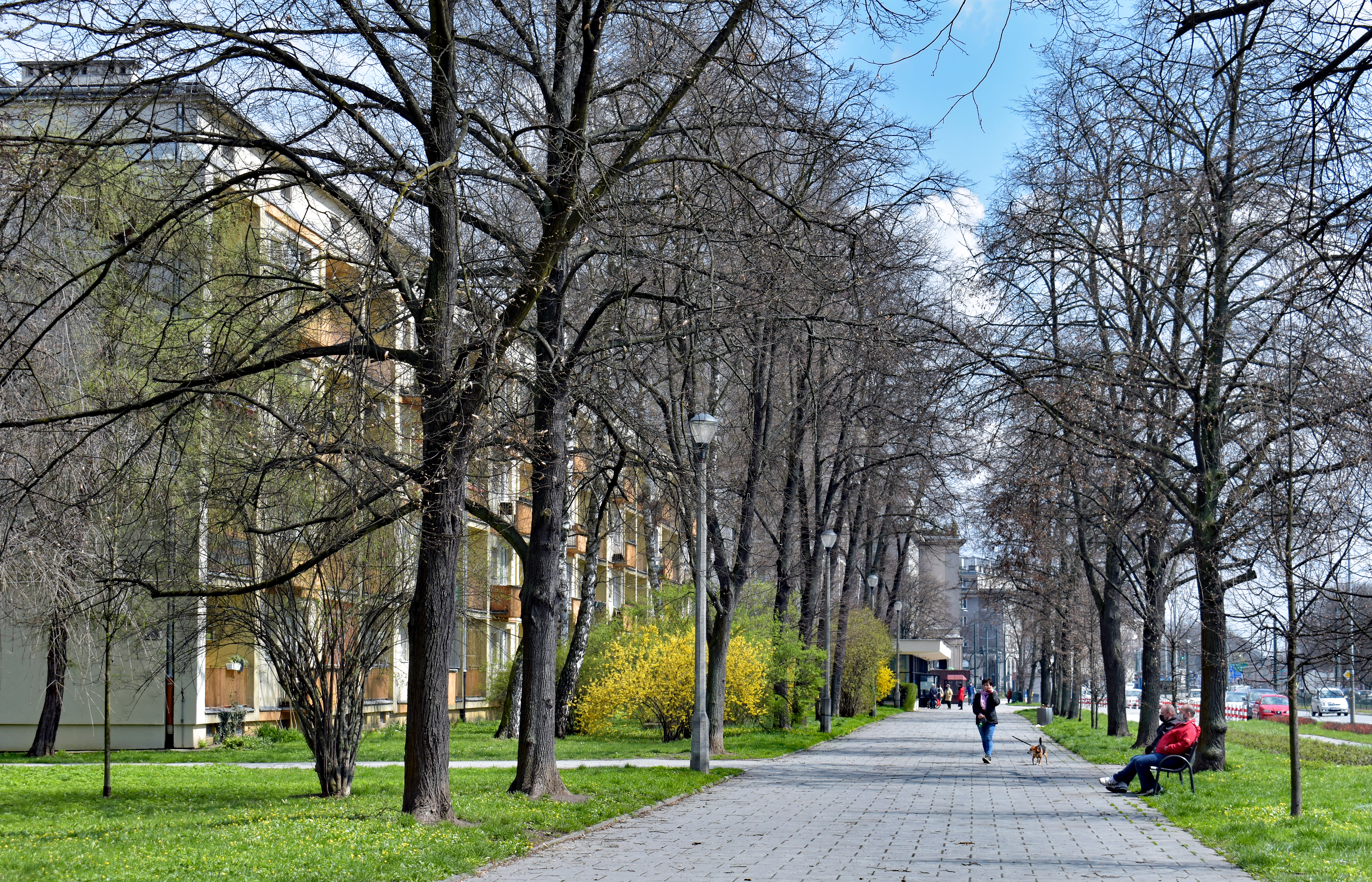
Centrum D 6 i 7 Widok z południa
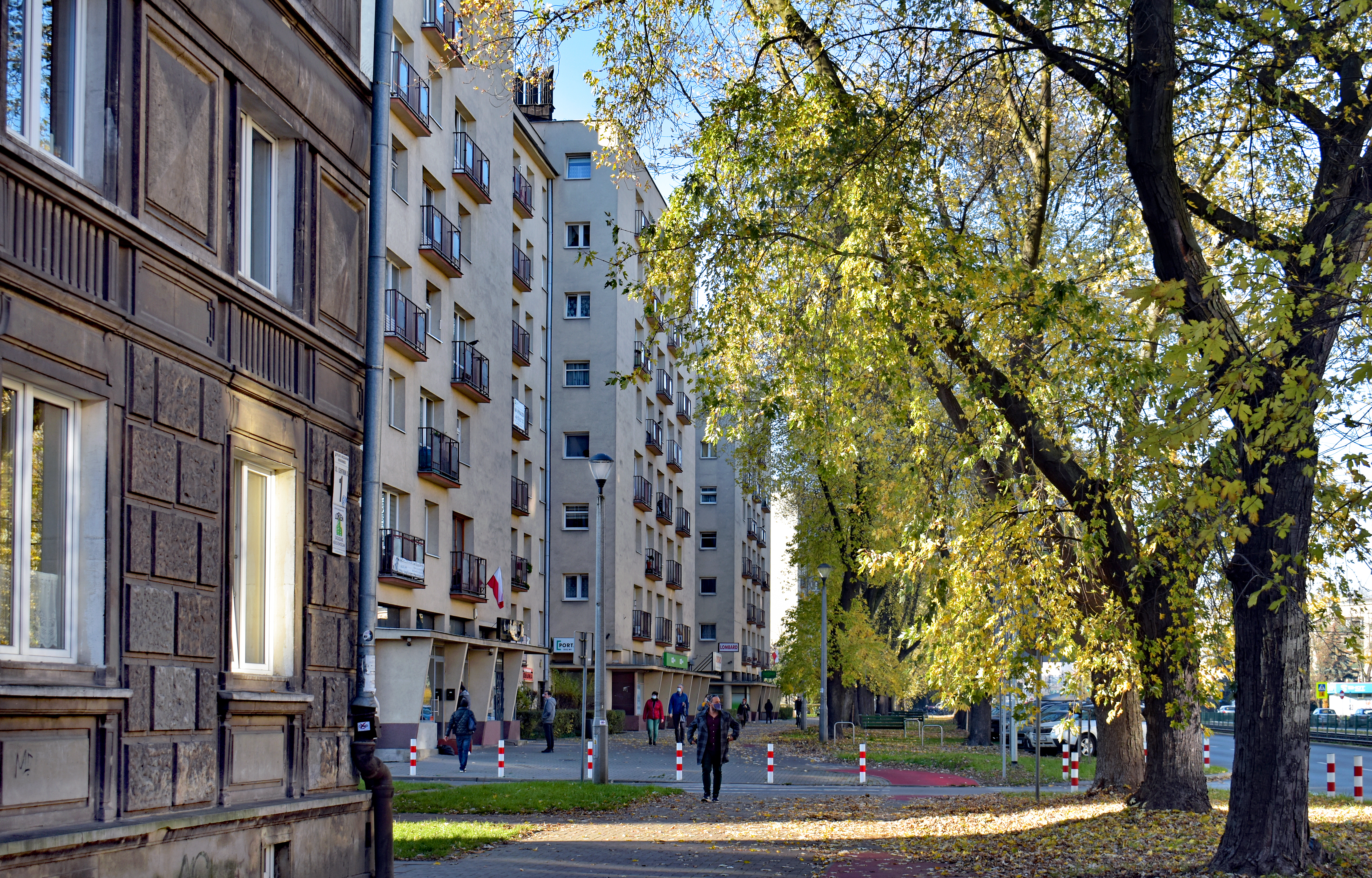
Centrum D 2 Widok z północy, z al. Andersa.
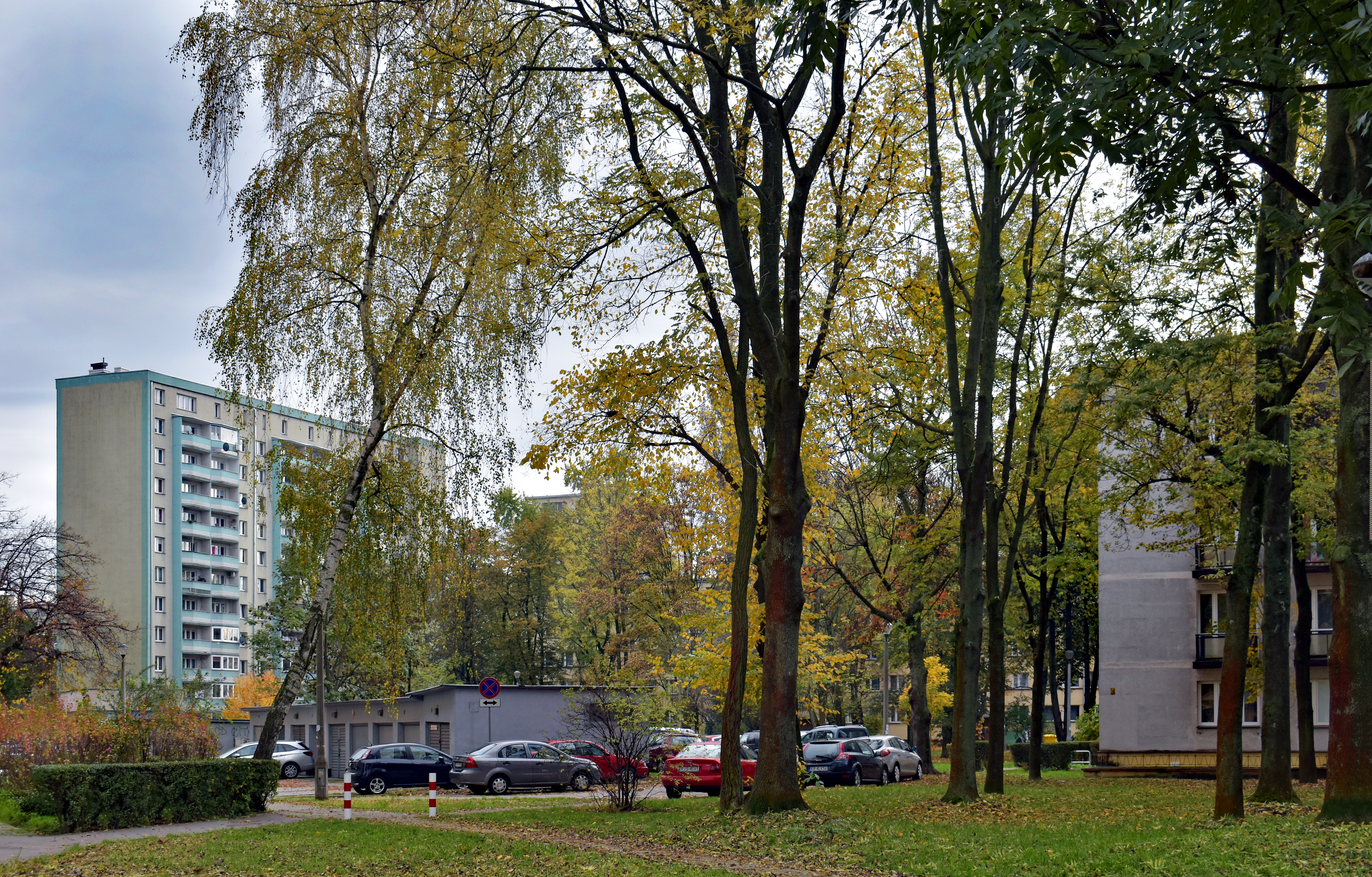
Wnętrze osiedla widziane z zachodu.
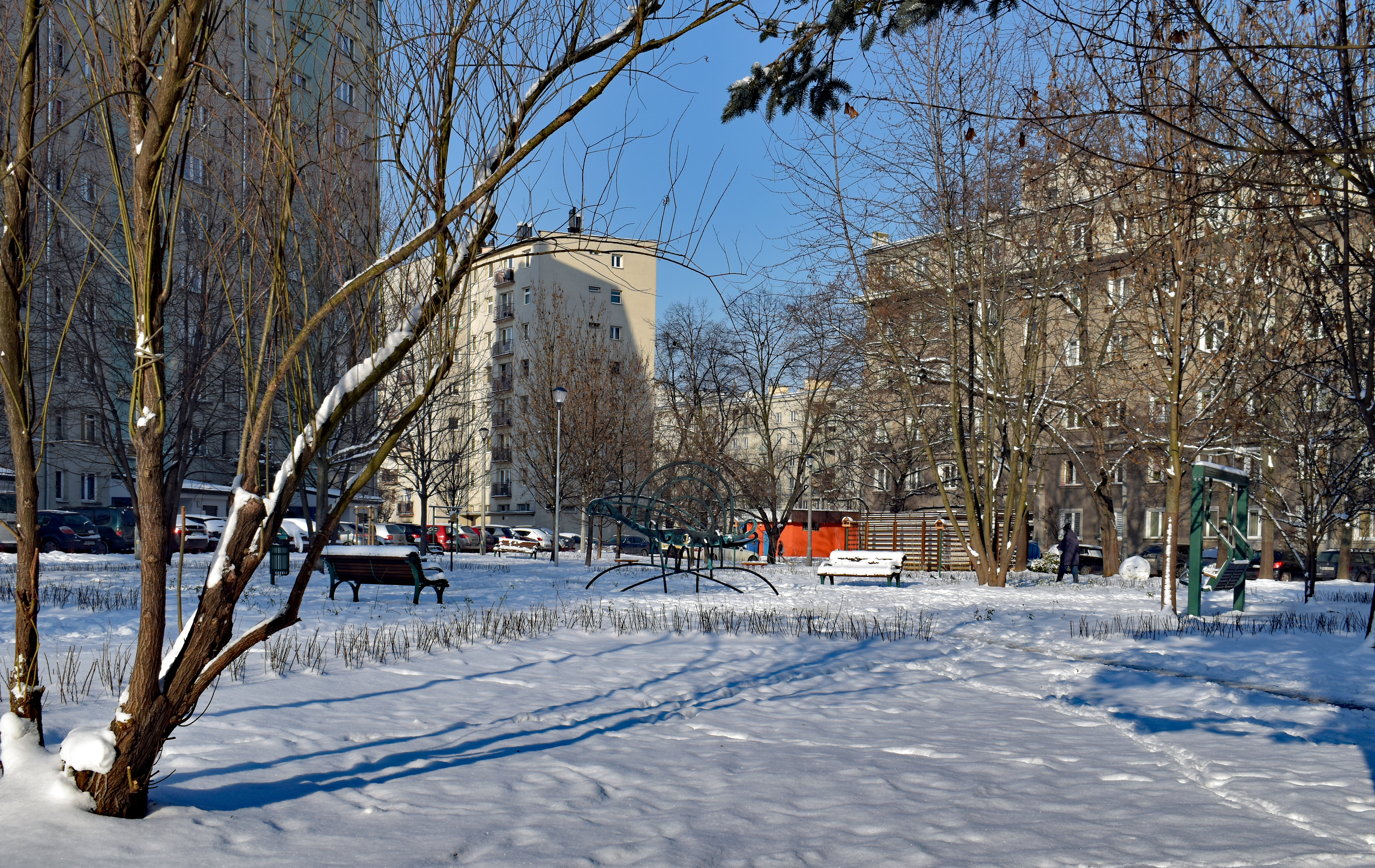
Park osiedlowy i rzeźba.
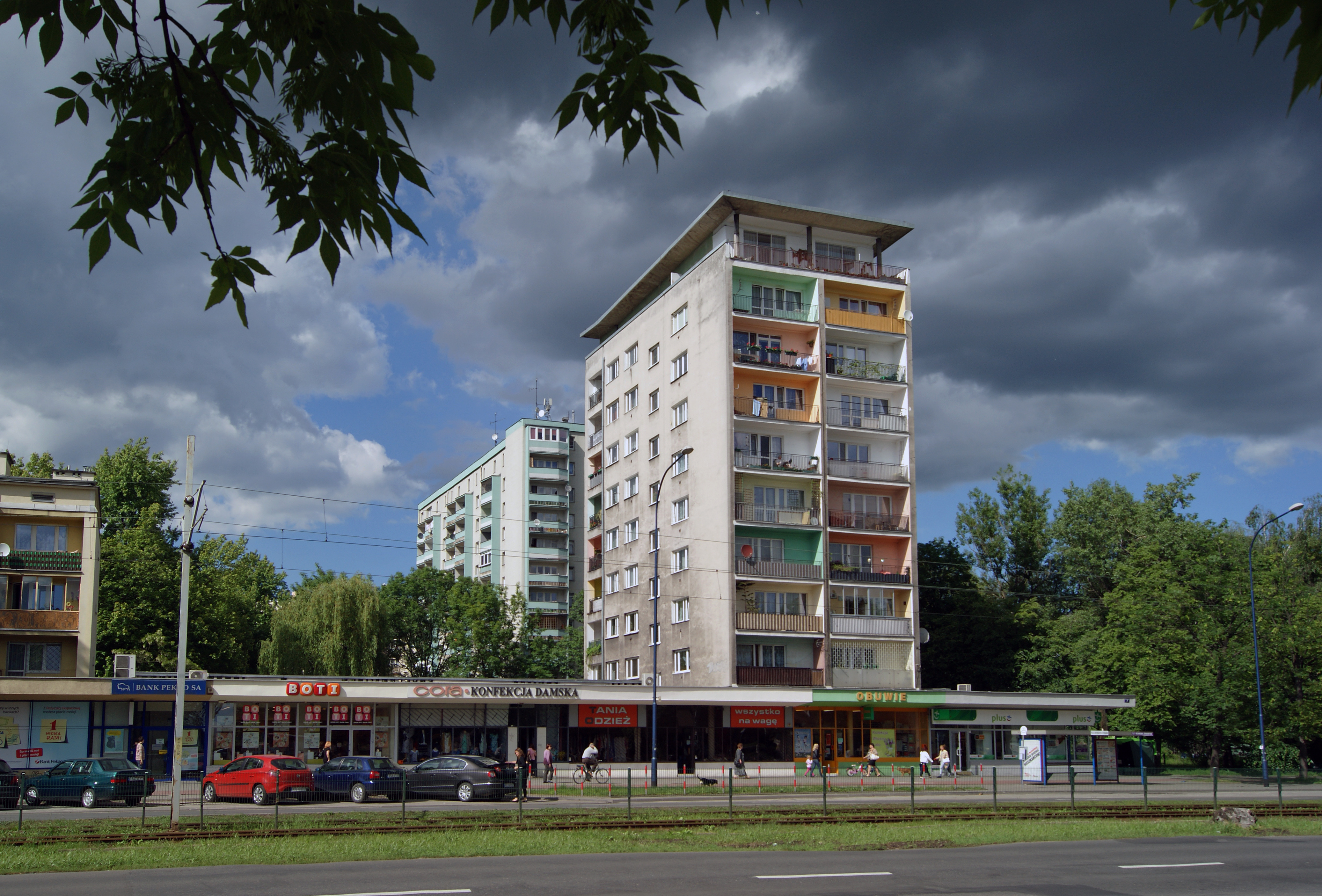
Pierwszy w Nowej Hucie pawilon handlowy, nazywany Bambo od neonu nad znajdującym się dawniej na rogu, sklepem ze słodyczami i lodami.
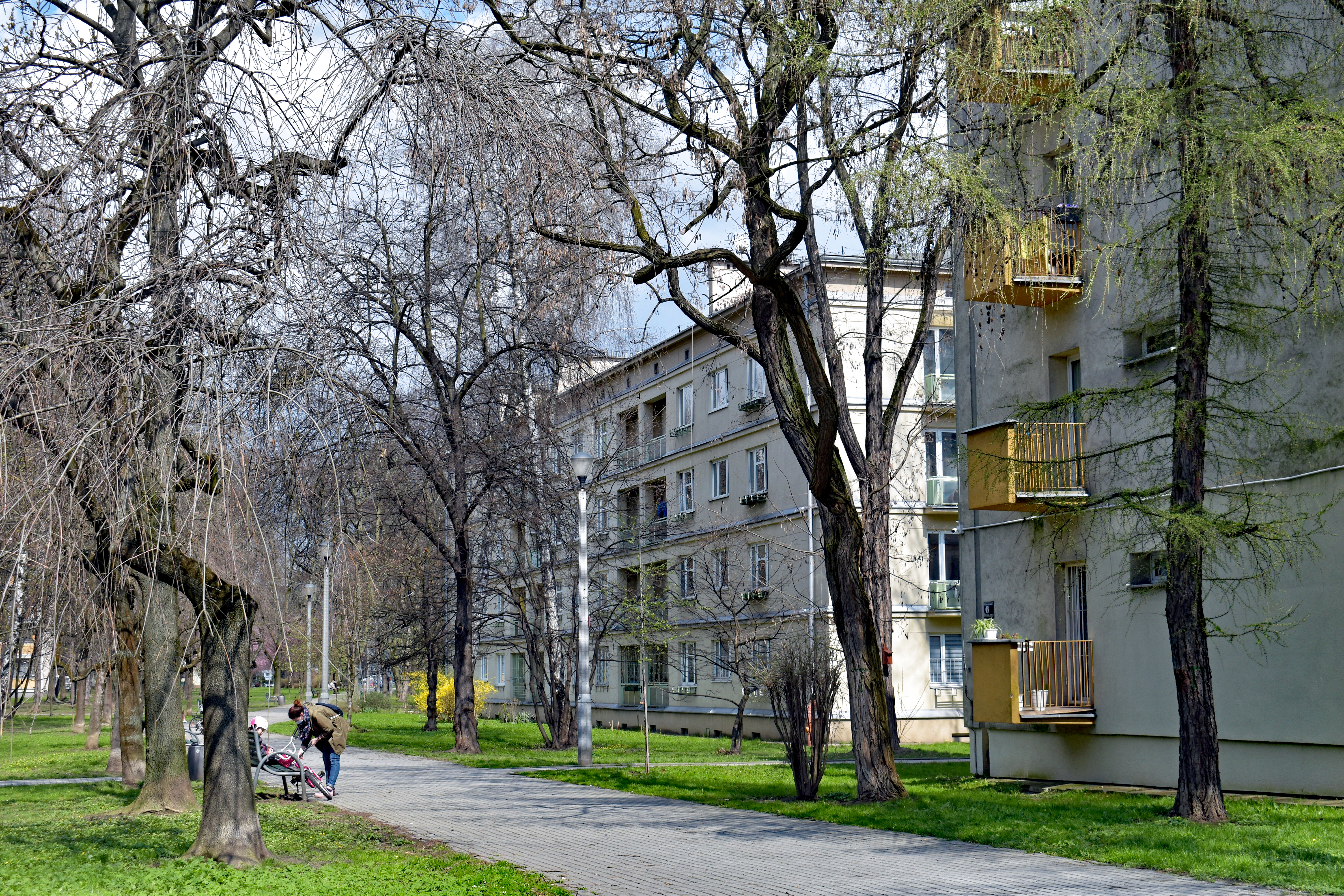
Ul. Spacerowa, deptak pomiędzy os. Centrum D (po prawej) a os. Handlowym.

## Źródła
- Ryszard Dzieszyński, Jan L. Franczyk Encyklopedia Nowej Huty, Wydawnictwo Towarzystwa Słowaków w Polsce 2006, ISBN 83-74-90060-1.
- Gminna Ewidencja Zabytków Kraków